# 1996 en philosophie
Chronologie de la philosophie
- 1992
- 1993
- 1994
- 1995
- 1996
- 1997
- 1998
- 1999
- 2000

L’année 1996 a été marquée, en philosophie, par les événements suivants :

## Publications
- Uriel da Costa : (en) Examination of Pharisaic traditions, supplemented by Semuel da Silva's Treatise on the Immortality of the Soul, E. J. Brill, intro. et tr. H.P. Salomon et I.S.D. Sassoon, coll. « Brill's studies in intellectual history » (vol. 44), Leiden, 1996  (ISBN 90-04-09923-9)  (ISSN 0920-8607) (Aperçu sur Google Books).
- Johan Degenaar : The concept of Politics in Postmodernism. Politikon 23(2): 54-71.
- Edizioni critiche delle opere filosofiche, scientifiche e teatrali. Edizione nazionale delle opere di Giovan Battista Della Porta. T. 1 : Ars reminiescendi, Napoli, 1996. T. 2 : Coelestis physiognomonia, 1996.
- Francisco Suárez :  (it) Disputazioni metafisiche. I-III / Francisco Suárez ; introd., trad., note e apparati di Costantino Esposito. Milano, Rusconi, 1996

## Revues
- Création de la revue Le Philosophoire.